# 船橋市立湊町小学校
船橋市立湊町小学校（ふなばししりつ みなとちょうしょうがっこう）は、千葉県船橋市湊町一丁目にある公立小学校。

## 交通
- JR総武本線船橋駅下車　徒歩15分
- 京成電鉄京成本線京成船橋駅下車　徒歩15分
- 京成電鉄京成本線大神宮下駅下車　徒歩約10分